# Arabische Friedensinitiative
Die Arabische Friedensinitiative (englisch Arab Peace Initiative, API; arabisch مبادرة السلام العربي, DMG mubādarat as-salām al-ʿarabī, auch als Saudische Initiative bekannt) von 2002 galt einst als eine bedeutende Initiative zum Frieden im Nahen Osten. Sie steht für eine Abkehr von den „Drei Neins“ der Khartum-Resolution aus dem Jahre 1967 („Nein zur Anerkennung Israels. Nein zu Verhandlungen mit Israel. Nein zum Frieden mit Israel“).

## Geschichte
Die Initiative zum Frieden wurde im März 2002 von der Arabischen Liga auf Betreiben des saudischen Kronprinzen und späteren Königs Abdullah ibn Abd al-Aziz angenommen, ebenso im Juni 2002 von allen 57 Mitgliedern der Organisation der Islamischen Konferenz (heute Organisation für Islamische Zusammenarbeit), einschließlich des Iran. Diese Position wurde von der Organisation 2007 und 2009 abermals bestätigt. Jedoch darf Irans derzeitige Zusage an dem Papier, aufgrund von folgenden diversen bewaffneten Konflikten im Nahen Osten, der jüngsten Sanktionen des Westens aufgrund des Atomkonflikts, der iranischen Aufrüstung der Hisbollah, sowie einer wachsenden anti-iranischen Allianz zwischen Israel und diverser arabischen Staaten stark bezweifelt werden.

## Inhalt
Die Initiative beinhaltet das Angebot zur Normalisierung der Beziehungen zwischen Israel und den islamischen Staaten sowie die Anerkennung Israels. Im Gegenzug wird von Israel der Rückzug aus allen 1967 besetzten Gebieten sowie die Anerkennung eines unabhängigen palästinensischen Staates mit Ost-Jerusalem als Hauptstadt gefordert. Darüber hinaus fordert die Erklärung eine gerechte Lösung der Flüchtlingsfrage in Übereinstimmung mit der Resolution 194 der UN-Generalversammlung. Am 29. April 2013 setzte der Premierminister von Katar, Scheich Hamad bin Jassem al-Thani, die Initiative erneut auf die Tagesordnung der internationalen Politik. Auf einer gemeinsamen Pressekonferenz mit US-Außenminister John Kerry in Washington erklärte er, die Arabische Liga bestehe zwar darauf, dass Israel sich hinter die bis zum Sechstagekrieg von 1967 bestehenden Grenzen zurückziehe; sie sei aber bereit zu akzeptieren, dass auf einvernehmlicher Basis ein geringfügiger Gebietsaustausch stattfinde.

## Akzeptanz
Der Friedensplan stieß auf israelischer Seite auf gemischte Reaktionen. Vom ehemaligen israelischen Ministerpräsidenten Ariel Scharon wurde die Friedensinitiative als Grundlage für Friedensdiskussionen mit der Begründung abgelehnt, es würde sich um ein „arabisches Komplott“ handeln, um Israel international unter Druck zu setzen, und weil Israel zu den Grenzen von vor Juni 1967 zurückkehren müsse. Insbesondere bei der palästinensischen Flüchtlingsfrage und dem Rückzug bis auf die Grenzen von vor dem Sechs-Tage-Krieg signalisierten israelische Politiker, keine Kompromisse eingehen zu wollen.
Der ehemalige israelische Ministerpräsident Ehud Olmert sagte im Mai 2007 in Reaktion auf die Initiative, dass ein vollständiges Friedensabkommen mit Palästina und den arabischen Staaten in den nächsten fünf Jahren möglich sei. Zugleich kritisierte er aber das Rückkehrrecht palästinensischer Flüchtlinge, wie im Abkommen gefordert. Der US-amerikanische Präsident Barack Obama sicherte der Arabischen Friedensinitiative 2009 seine Unterstützung zu. 2015 bekannte sich der israelische Premierminister Benjamin Netanyahu noch vorsichtig für die Initiative, 2018 lehnte er sie aber als Grundlage für Friedensgespräche ab. Die fundamental-islamistische Hamas, welche den Gazastreifen kontrolliert war schon immer tief gespalten, was die Initiative anging.
Als Alternative zur Arabischen Friedensinitiative schlug der libysche Revolutionsführer Muammar al-Gaddafi ein einheitliches, föderales oder konföderales israelisch-palästinensisches Staatsgebilde unter der Bezeichnung Isratin vor.
Der sogenannte Trump peace plan wurde durch die Trump-Netanyahu-Regierungen ausgehandelt und im Januar 2020 der Öffentlichkeit vorgestellt. Der Plan erfuhr vorsichtige Unterstützung von arabischen Staaten, wie Saudi-Arabien, Bahrain und die VAE, aber auch deutliche Ablehnung z. B. durch die Türkei, den Iran, von Jordanien und durch die Arabische Liga. Der Plan gesteht Israel Land zu, welches nach dieser Initiative Palästina zugestanden hätte. In einer UN-Sicherheitsratssitzung von Februar 2020 erwähnte der palästinensische Präsident Abbas den Plan und sprach von einem Palästina, aus dem ein „Schweizer Käse“ entstehen solle. Auch die sogenannten Normalisations-Vereinbarungen zwischen Israel mit arabischen Staaten, wie Sudan, Bahrain und den Vereinigten Arabischen Emiraten ab Februar 2020 brachten Probleme hinsichtlich der arabischen Initiative mit. So führte die Normalisation dazu, dass viele Palästinenser befürchten, dass die Initiative nachhaltig geschwächt würde. Der palästinensische Präsident Mahmud Abbas sprach im August 2020 aufgrund der sogenannten Normalisation von einem Verrat durch die VAE.